# Kassoum Coulibaly
Pour les articles homonymes, voir Coulibaly.
Kassoum Coulibaly est un militaire et homme politique burkinabè. Général de brigade au sein de l'armée, il est ministre de la Défense et des Anciens combattants dans le gouvernement Tambèla de 2022 à 2024.
Il devient ambassadeur du Burkina Faso aux États-Unis à partir de juillet 2025.

## Biographie

### Carrière militaire
Originaire de la région de Sindou (ouest du pays), Kassoum Coulibaly fait toute sa carrière au sein des forces armées du Burkina Faso, où il atteint le grade de colonel-major.  
Il a également travaillé au sein de la mission conjointe des Nations unies et de l'Union africaine au Darfour, et a collaboré avec des organisations internationales telles que l'OTAN, les Nations unies ou encore la CEDEAO. 
En octobre 2023, alors qu'il est ministre de la Défense, il est élevé au grade de général de brigade par Ibrahim Traoré, président de la Transition. 

### Ministre de la Défense
Le 25 octobre 2022, Kassoum Coulibaly est nommé ministre de la Défense et des Anciens combattants avec rang de ministre d'État. Il rejoint le gouvernement Tambèla, un gouvernement de transition mis en place à la suite du coup d'État de septembre 2022 et l'arrivée au pouvoir de son neveu, le capitaine Ibrahim Traoré. 
Kassoum Coulibaly est l'un des 3 membres du gouvernement à être issu de l'armée, avec le colonel Augustin Kaboré (Environnement et Énergie) et le colonel Boukaré Zoungrana (Administration territoriale). Nommé à un poste-clé dans un contexte sécuritaire instable, il est tout particulièrement affecté à la lutte contre le djihadisme,, qu'il qualifie de « guerre » pour la « survie de la nation ». Il prend officiellement ses fonctions le 3 novembre 2022.
En avril 2023, dans un contexte de réquisitions en faveur de l'armée, il lance l'opération « greniers vides » pour encourager les militaires hors du front ou retraités à faire don de leurs uniformes aux soldats engagés contre les groupes djihadistes. Le même mois, quand le président Ibrahim Traoré décrète une mobilisation générale, Kassoum Coulibaly soutient cette disposition,.
En mai 2023, après plusieurs violations de l'espace aérien du pays, il dénonce l'existence d'une « coalition internationale » contre le Burkina Faso (sans en nommer les pays membres) qui serait directement liée au rapprochement du gouvernement avec la Russie. Il en profite pour nier l'influence russe, assurant notamment que le groupe de mercenaires Wagner n'est pas présent au Burkina.
Après le limogeage du gouvernement Tambèla en décembre 2024, Kassoum Coulibaly n'est pas reconduit à son poste dans le gouvernement Ouédraogo et est remplacé le 8 décembre par Célestin Simporé.

### Ambassadeur
Le 5 mars 2025, Kassoum Coulibaly est nommé ambassadeur du Burkina Faso aux États-Unis par le Conseil des ministres. Il prend officiellement ses fonctions le 24 juillet 2025, lorsqu'il présente ses lettres de créance au président américain Donald Trump.

## Vie personnelle
Kassoum Coulibaly est l'oncle maternel d'Ibrahim Traoré, président de la Transition du Burkina Faso.